# صنایع موتور توساش

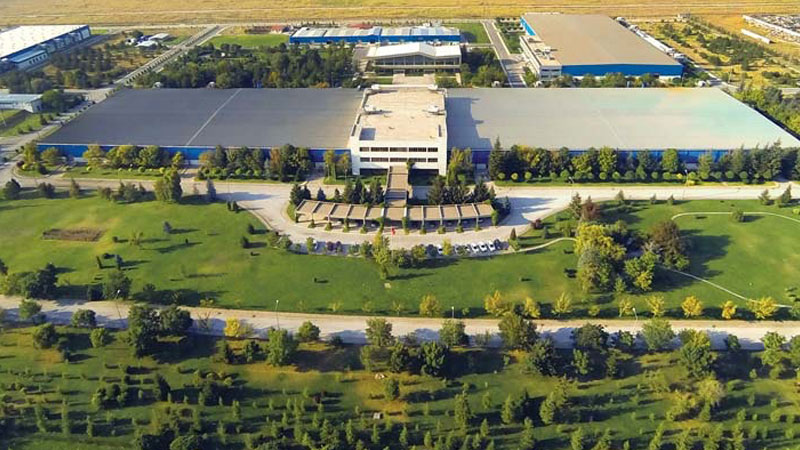
کارخانه صنایع موتور توساش

صنایع موتور توساش (TEI؛ ترکی: TUSAŞ Motor Sanayii A. Ş.) طراح و تولیدکننده موتور هواپیماهای تجاری و نظامی است. این شرکت در اسکیشهر ترکیه مستقر است. موتور توساش در سال ۱۹۸۵ به عنوان یک سرمایه‌گذاری مشترک بین GE Aviation و صنایع هوافضای ترکیه (TAI)، بنیاد نیروهای مسلح ترکیه و انجمن هوانوردی ترکیه تأسیس شد.

## تاریخ
این شرکت با ساخت قطعات برای موتورهای جنرال الکتریک F110 در هواپیماهای F-16 نیروی هوایی ترکیه شروع به کار کرد.

## محصولات و پروژه‌ها

### موتورهای بومی
- TEI TS1400 توربوشفت
- TEI-PD170
- TEI-PD222STتوربو دیزل
- TEI-PG50 دوزمانه
- TEI-PG50Sدوزمانه
- TEI-TJ300 توربوجت
- TEI-TJ90 توربوجت
- TEI-TJ35 توربوجت
- TEI-TP38توربوجت
- توربوفن-TF6000
- TEI-TF10000 توربوفن

### تحت لیسانس
- General Electric T700
- General Electric F110
- LHTEC T800

### تولید قطعات برای موتورهای زیر
- CFM International LEAP
- General Electric GEnx
- CFM International CFM56
- General Electric GE90
- General Electric GE9X
- General Electric T700 (T700-TEI-701D variant)